# Boia (aforador)

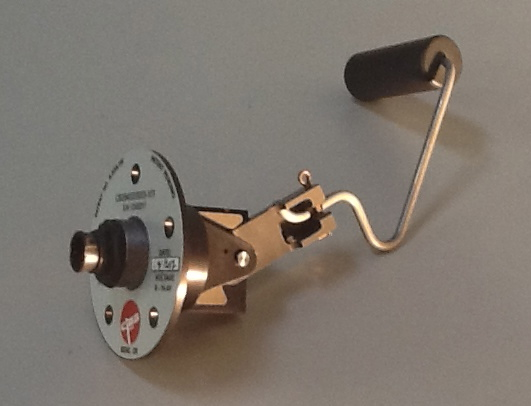
Boia magneto-resistiva

Una boia de nivell de líquid, o aforador de nivell, és un objecte esfèric, cilíndric, oblong o amb forma similar, fabricat amb materials rígids o flexibles, que sura a l'aigua i altres líquids. Es tracta d'un aparell mecànic utilitzat freqüentment com a indicador visual per a la mesura del nivell d'un líquid o per a demarcar-ne la superfície També es poden incorporar a mecanismes de commutació o a tubs translúcids per a fluids com a component en la supervisió i control del nivell del líquid que hi circula.

## Tipus
- Boies interruptor: utilitzen el principi de flotabilitat del material (diferencia de densitats) per poder seguir els nivells del líquid dins un contenidor.
- Boies sòlides: solen ser de plàstics amb una densitat inferior a de l'aigua o la del líquid on s'apliquen, de manera que puguin surar.
- Boies buides (plenes d'aire): són molt menys denses que l'aigua o altres líquids, i són apropiades per a certs tipus aplicacions.[2]
- Boies magnètiques d'acer inoxidable: són boies tubulars, que s'utilitzen per a activar un interruptor reed; Tenen una connexió tub buit que els travessa. Aquestes boies magnètiques s'han convertit en equips estàndard en els entorns on la força, la resistència a la corrosió i la flotabilitat són necessàries. Es fabriquen mitjançant la soldadura de dues mitges closques (cilíndriques, esfèriques, etc). El procés de soldadura és crític per a la durabilitat de la boia. La soldadura cal que sigui una soldadura de penetració completa que proporcioni una costura suaument acabada, difícilment distingible de la resta de la superfície de la boia.[3]